# Dia Internacional da Síndrome de Down

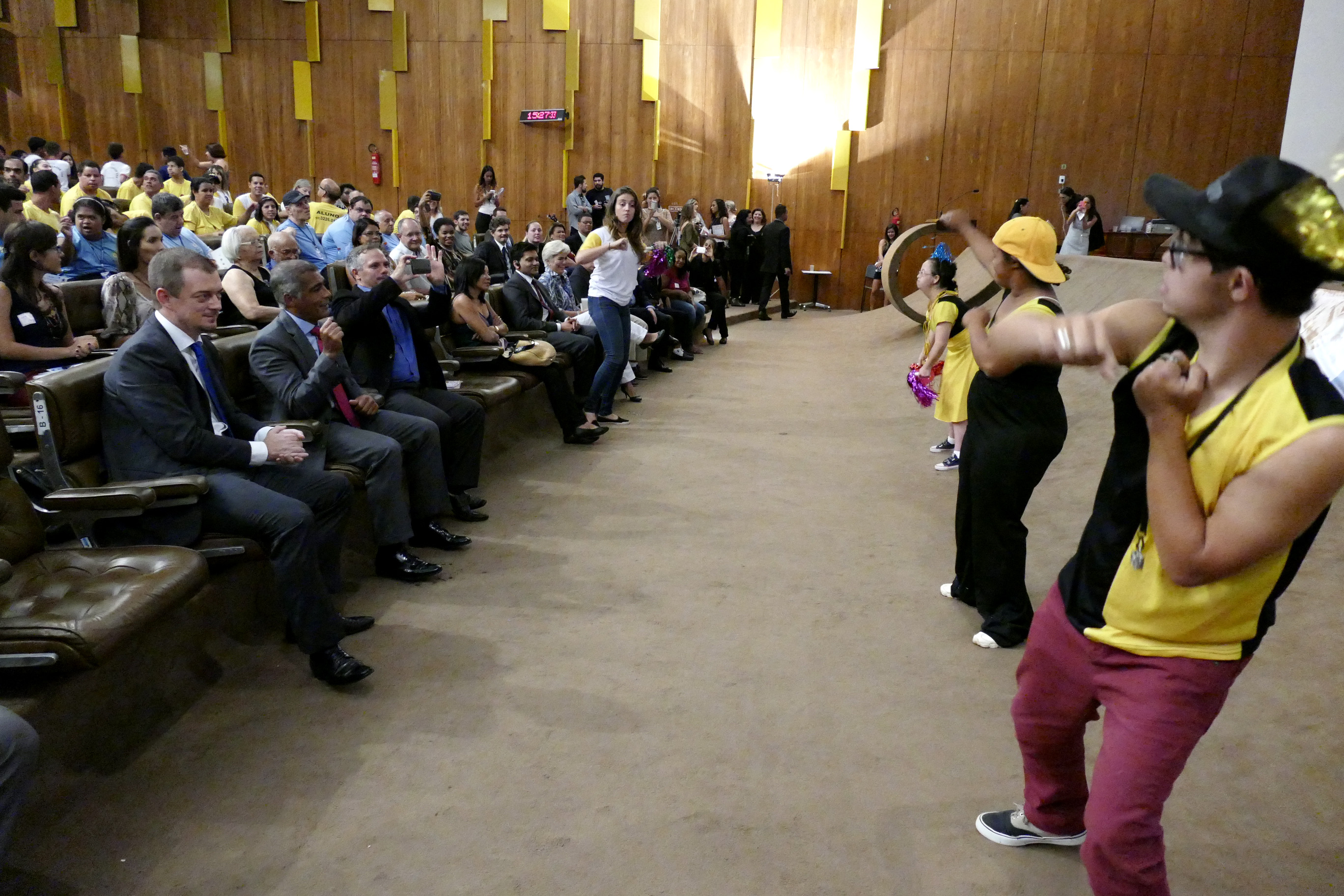
Celebração do Dia Mundial da Síndrome de Down no Brasil

O Dia Internacional da Síndrome de Down foi proposto pela Down Syndrome International como o dia 21 de março, pois esta data se escreve como 21/3 (ou 3-21), o que faz alusão à trissomia do 21. A primeira comemoração da data foi em 2006. A Assembleia Geral das Nações Unidas decidiu observá-lo todos os anos desde 2012.

## Atividades e comemorações
Uma atividade comum é usar meias coloridas ou incompatíveis, para mostrar apoio a pessoas com síndrome de Down. As meias têm a forma um pouco parecida com os cromossomos.